# Middentoonstemming
Middentoonstemming is een verzamelnaam voor stemmingen waarin gestreefd wordt de grote tertsen rein (5:4) te maken of althans de reine terts goed te benaderen zonder al te veel aan zuiverheid van de kwint te verliezen. Dat maakt een harmonie en cadensen mogelijk, waarin de verschillende toonsoorten verschillen van klankkleur. Een middentoonstemming is opgebouwd volgens hetzelfde principe als de stemming van Pythagoras door opeenvolging van kwinten, maar tempereert (verkleint) de kwinten om de zuiverheid van de tertsen te verbeteren. Middentoonstemmingen zijn compromissen en verschillen naargelang het belang dat aan de respectieve zuiverheid van tertsen en kwinten wordt gegeven. De term 'middentoon' duidt erop dat alle hele toonafstanden aan elkaar gelijk zijn en een soort gemiddelde vormen.

## 1/4-komma-middentoonstemming
De bekendste vorm van een middentoonstemming is de 1/4-komma-middentoonstemming. Deze manier van stemmen werd in 1523 beschreven door P. Aaron. Daarin vormen 4 gestapelde kwinten, na reductie, een natuurzuivere grote terts, dus met toonhoogteverhouding 5:4. De stapeling van de kwinten leidt tot een grote terts met verhouding
{\displaystyle {\big (}{\tfrac {3}{2}}{\big )}^{4}\cdot {\tfrac {1}{4}}={\tfrac {81}{64}}},
die iets ruimer is dan de grote terts uit de reine stemming met verhouding
{\displaystyle {\tfrac {5}{4}}={\tfrac {80}{64}}}
Door de reine kwinten te verkleinen - tempereren - van 1,5 tot 
{\displaystyle {\sqrt[{4}]{5}}=1{,}49535\ldots }
ontstaat de gewenste reine grote terts.
Dit komt neer op een verkleining met 1/4 van een syntonische komma, waaraan de stemming haar naam ontleent. 
Uitgangspunt vervolgens is dat de grote secunde in deze stemming exact de 'middentoon' vormt tussen de grondtoon en deze gevonden natuurzuivere terts, dus een toonhoogteverhouding heeft van 
{\displaystyle {\sqrt {\tfrac {5}{4}}}={\sqrt {{\tfrac {9}{8}}\cdot {\tfrac {10}{9}}}}}.
Dit is het (geometrisch) gemiddelde van de beide secunden uit de reine stemming. 
Door de kwinten iets kleiner te maken (niet 702 maar 696 cents) komt men uit op de voor het gehoor prettiger terts. De resterende kwint is te groot, namelijk:
{\displaystyle 2^{7}/({\sqrt[{4}]{5}})^{11}=1{,}531237}
in plaats van 1,5. Dit komt overeen met een interval van 737,64 cents en is 35 cents groter dan een reine kwint. Deze kwint is onbruikbaar en wordt wel wolfskwint genoemd.

## Alternatieve vormen
Andere voorkomende middentoonstemmingen zijn 1/5 en 1/6- komma middentoonstemming, waarin 11 kwinten resp. 1/5 en 1/6 syntonische komma zijn verkleind. Dit levert iets minder zuivere tertsen, maar komt de zuiverheid van de kwinten ten goede. De wolfskwint is dan kleiner (dus zuiverder, want minder fout) dan bij 1/4-middentoon, maar blijft onbruikbaar. De 1/5 komma middenstoonstemming werd in 1666 beschreven door L. Rossi, en in 1701 door J. Sauveur.
Afwijkend van de gangbare musicologische benadering, kan men de 1/5 komma middentoonstemming ook instellen, door een gelijke verdeling van de zwevingen van de intervallen, in plaats van een gelijke verdeling van de verhoudingen.
Dit levert inderdaad een veel eenvoudigere wijze van stemmen op, en het stemmen kan daardoor volledig op het oor worden ingesteld, zoals het normaal gangbaar was tijdens de Renaissance. Men kan mathematisch aantonen dat er een perfect gelijke zweving kan ingesteld worden op de verminderde kwinten op C, G, D, A, E en de vergrote grote tertsen op f, C, G. De zweef frequentie bedraagt 1,95 zwevingen per seconde voor A=440 Hz. Voor de middentoonstemming kan men dan verder de overblijvende grote tertsen ook op deze zweving instellen
Specifiek kan men ook denken aan een welgetemperde middentoon. In plaats van verder te stemmen volgens de vereiste karakteristieken van de tertsen, stemt men dan verder door de kwinten zo rein mogelijk te houden. Onderstaande figuur illustreert de karakteristieken van de kwinten en de grote tertsen van de diatonische C-groot op een kwintencirkel.
Deze wijze van stemmen staat beschreven op https://expernova.academia.edu/JohanBroekaert, en wordt in een video vertoond op https://www.youtube.com/watch?v=lwfESoMxd8Y.
De karakteristieken van de zwevingen vallen perfect samen met de karakteristieken van de krullen getekend bovenaan een partituur van "Das Wohltemperirte Clavier" van J. S. Bach.